# Осон (графство)
Графство Осон (фр. Comté de Auxonne) — средневековое бургундское феодальное образование, существовавшее в XII—XIII веках, столицей которого был город Осон. Графство занимало территорию, на которой в IX веке располагалось графство Амуа, одно из четырёх графств, из которых было образовано графство Бургундия. В настоящее время территория графства входит в состав французского департамента Кот-д’Ор.

## История
Впервые титул графа Осона появляется в 1127 году, когда с этим титулом упоминается Гильом III (IV), граф Макона и Вьенна, младший сын Этьена I Храброго, графа Макона и Вьенна и пфальцграфа Бургундии. В этом году пфальцграфом Бургундии стал старший брат Гильома, Рено III. После смерти Рено III в 1148 году графство Бургундия унаследовала его малолетняя дочь Беатрис I (ок. 1145—1184). Гильом III, который попытался присвоить себе титул графа Бургундии, заточив свою племянницу, но на защиту её прав выступил германский король Конрад III, отправивший освободить её герцога Бертольда IV фон Церингена. В итоге Гильом вынужден был удовольствоваться Маконом, Вьенном и Осоном.
После смерти Гильома III в 1156 году его владения были разделены между сыновьями. Старший, Жеро (Жерар) I, получил Макон и Вьенн, а младший, Этьен II — графство Осон и сеньорию Траве.
Сын Этьена II, Этьен III, был одним из могущественных феодалов в графстве Бургундия. В 1186 году он женился на Беатрисе, дочери Гильома II, графа Шалона, и племяннице императора Фридриха I Барбароссы. Благодаря этому браку сын Этьена, Жан I Мудрый, унаследовал после смерти матери в 1227 году графство Шалон.
После того, как пфальцграфом Бургундии в 1205 году стал Оттон II Меранский, чуждый по происхождению, языку и культуре, и практически не принимал никакого участия в управлении графством, живя в основном в своих немецких владениях. Поэтому граф Осона Этьен III, поддерживаемый королём Франции, герцогом Бургундии и архиепископом Безансона, постоянно возглавлял недовольных таким положением местных феодалов. В 1225—1227 годах это вылилось в настоящую войну, в которой приняли участие также герцог Бургундии и граф Шампани.
В 1237 году сын Этьена III, Жан Мудрый, ставший к этому времени одним из самых влиятельных людей в графстве Бургундия, обменял герцогу Бургундии Гуго III Шалон и Осон на сеньорию Сален и ряд других владений, которые принесли ему большое богатство благодаря своим солончакам, а также позволили более активно вмешиваться в бургундские дела. Кроме того эти владения позволили ему взимать дорожные пошлины, поскольку именно через них проходила дорога из Италии во Францию. В результате графство Осон оказалось включено в состав герцогства Бургундия.

## Список графов Осона
- 1127—1156: Гильом III (IV) (ок. 1095 — 1155), граф Макона с 1102, Осона и Вьенна с 1127, сын Этьена I Храброго, графа Макона и Вьенна и пфальцграфа Бургундии
- 1156—1173: Этьен II (ок. 1122 — 1173), граф Осона и сеньор де Траве с 1156
- 1173—1237: Этьен III (ок. 1170—1241), граф Осона 1173—1237